# Sabicea leucocarpa
Espèce
Synonymes
- Geophila leucocarpa K.Krause[1]

Sabicea leucocarpa est une plante à fleurs de la famille des Rubiaceae et du genre Sabicea, endémique du Cameroun. Sabicea leucocarpa a été découverte et déclarée par Kurt Krause en 1917, initialement nommée en tant que Geophila leucocarpa et reclassifiée par Mildbraed en 1922.

## Description
Cette espèce est référencée dans l'index international des noms des plantes (IPNI)
Elle a été découverte et déclarée par Kurt Krause en 1917, initialement nommée en tant que Geophila leucocarpa et reclassifiée par Mildbraed en 1922.
Elle fait partie du genre des Sabicea, souvent appelé woodvine en anglais (« vigne des bois »). Ces plantes sont en général des vignes, des lianes ou quelquefois de petits arbustes. Le genre des Sabicea comprend environ 135 espèces, dont  Sabicea leucocarpa, présentes en Amérique tropicale, en Afrique et à Madagascar.
Cette plante ressemble à une plante du genre Geophila, ce qui explique qu'elle ait été initialement nommée Geophila leucocarpa par K. Krause. Ses feuilles sont ovales, cordées à la base, plus ou moins vertes. Leur texture est herbacée. L'indument est à poils généralement dressés.

## Répartition géographique et habitat
L'espèce est endémique du Cameroun, où elle a été découverte par Mildbraed en 1911, près d'Ekuk, dans l'arrondissement d'Ebolowa (Région du Sud), à 700 m d'altitude. Relativement rare, on ne lui connaît que quatre localisations, dans la région du Sud-Ouest et celle du Sud.

## Utilité
Ces plantes pourraient avoir des vertus médicinales. En effet, les plantes du genre Sabicea sont utilisées en Amazonie pour traiter les fièvres et la maléria. Une étude scientifique en 2012 a investigué chez la souris l'effet antinociceptif (qui inhibe l'effet de la douleur) et anti-inflammatoire de l'octacosanol (en) extrait des feuilles de ces plantes .